# Застава Саскачевана
Застава Саскачевана (пропорције 1:2) је усвојена 1969. године.
Горњи зелени део заставе симболише северни, претежно шумски део провинције. У левом горњем углу је грб Саскачевана.
Доњи део заставе, златне боје, симболише јужна подручја Саскачевана, где се претежно узгаја пшеница. На десном делу заставе, преко оба поља, приказан је западни црвени љиљан, цветни амблем провинције.